# Hatch (Nowy Meksyk)
Hatch – wieś w Stanach Zjednoczonych, w stanie Nowy Meksyk, w hrabstwie Doña Ana.